# 華麗な関係
『華麗な関係』（原題：Une femme fidèle）は、1976年に公開されたフランス映画。

## キャスト
- シルビア・クリステル
- ナタリー・ドロン
- ジョン・フィンチ
- ジゼル・カサデサス
- ジャック・ベルティエ
- アンヌ・マリー・デスコット
- セルジュ・マルカン